# Allopachria dudgeoni
Allopachria dudgeoni är en skalbaggsart som beskrevs av Wewalka 2000. Allopachria dudgeoni ingår i släktet Allopachria och familjen dykare. Inga underarter finns listade i Catalogue of Life.